# 蒲包花科
蒲包花科只有三属，原产美洲，传统的分类法如克朗奎斯特分类法将这三属分入玄参科，近年根据基因亲缘关系分类的APG 分类法将其提出单独分为一个科，蒲包花已经被许多国家引进，作为庭园栽培的观赏植物。

## 下级分类
本科包括以下属：
- 蒲包花属 Calceolaria L.
- 茶杯花属 Jovellana Ruiz & Pav.